# Gardigiano
Gardigiano (Gardijan /gardi'jaŋ/ in veneto) è una frazione del comune di Scorzè in provincia di Venezia.

## Origini del nome
Il toponimo è di probabili origini latine: Potrebbe derivare da (praedium) Cartillianum, che indicava le proprietà di un certo Cartillius, mentre un'altra teoria lo avvicina a "cardo" e in effetti Gardigiano non è distante dall'umbelicus agrii (ovvero il punto in cui il cardo e il decumano massimi si incrociavano) del territorio di Altino.
Il nome del paese ha subito anche in tempi recenti variazioni e storpiature: Gardigian, Gardigliano, Cartigliano, Cardigiano, cosa rilevabile in svariati testi ottocenteschi e dei primi del Novecento. Nell'Ottocento queste storpiature fecero credere che esistessero contemporaneamente sia Gardigian che Gardigiano, tanto che la località fu affidata contemporaneamente a due distretti differenti.

## Storia
Il territorio di Gardigiano era civilizzato sin dall'epoca romana. Pare, infatti, che il decumano massimo dell'agro Altinate, da cui dipendeva, passasse poco più a sud dell'abitato, collegando direttamente Altino e la via Annia a Camposampiero (dove forse sorgeva un piccolo abitato) e alla via Aurelia. La centuriazione romana sussiste tuttora nella regolare disposizione di strade, fossati e nell'orientamento delle coltivazioni. A ulteriore conferma di ciò, in alcune pergamene alto-medievali la località è indicata come villa Cardiclani, avvicinando ancor di più il toponimo al termine "cardo". Altre etimologie più fantasiose lo avvicinerebbero all'area germanica, e quindi da Gardten, ovvero "giardino" data la floridezza della zona durante il Medioevo, o da Warten che, come nel caso del lago di Garda e di altre località, starebbe ad indicare un appostamento di guardia militare.
La località è citata per la prima volta nel 1177 in una pergamena di Papa Alessandro III alla Badessa Matilde dell'abbazia benedettina di Santa Maria di Mogliano, dove si fa già riferimento ad una chiesa dedicata a San Donato.
Da un registro del 1597 si ricava che durante alcuni interventi di restauro presso la chiesa fu rinvenuta una lapide nella quale era scritto Gardigian San Donato Huius Ecclesiae Patronus 785, forse parte di una più ampia lastra posta in occasione della consacrazione della chiesa. È inoltre probabile che la chiesa non fosse dedicata inizialmente a San Donato Vescovo e Martire d'Arezzo, ma ad un omonimo San Donato martire di Concordia.

Via Moglianese Gardigiano negli anni trenta allora chiamata via della Rimembranza.

La cartografia a partire dal 1600 mostra come Gardigiano non possedeva anticamente un vero e proprio centro ma, le abitazioni, come per molte località della provincia veneziana, erano distribuite in maniera disomogenea come chase sparpanade, ovvero case sparpagliate nella campagna. Sorprende il fatto che nei pressi della chiesa, attuale centro della località, non vi fossero abitazioni ad esclusione della casa parrocchiale, della casa del cappellano e dei campanari e di una struttura della famiglia Bonaparte divenuta poi Villa Sbrojavacca. Le mappe antiche ci mostrano inoltre un'altra particolarità, ovvero come il nucleo dell'attuale paese si trovi all'interno di un lotto rettangolare di 330 per 400 metri delimitato dalle attuali vie Moglianese, Canaletto e Don Bosco (antica via dei Capitelli) superficie rimasta pressoché disabitata fino agli anni cinquanta del novecento. Questo quadrilatero delimitato da profondi fossati era un tempo servito da quattro vie e due sentieri campestri che dipartendosi dai quattro angoli si dirigono nelle campagne. Agli angoli erano inoltre posti quattro capitelli votivi a delimitare in qualche modo il centro. Inserendo il tutto all'interno della centuriazione romana dell'agro altinate, ci si accorge che il lotto è equidistante dai due decumani (Nord e Sud) e che al centro è idealmente attraversato dal limites romano centrale della centuria. La medesima situazione si ha per il centro fortificato medievale di Moniego (Motta di Moniego) che si trova sullo stesso limites a circa nove km di distanza; misura che corrisponde verosimilmente ad un "Sestum" romano ovvero alla distanza tra due stazioni di sosta. 
Le mappe del catasto austriaco e le rilevazioni del 1810 non mostrano una situazione diversa da quella del 1600 tanto che le abitazioni rimangono sparpaglaite nella campagna e la presenza di determinati gruppi famigliari determinano la toponomastica delle località. Nella cartografia più moderna si trovano infatti ancora indicate le località "Bulegato", "Frattin", "Brotto", "Zanocco", "Tasca", "Giusto". Sono invece pressoché scomparsi i nomi delle località dovuti ad altre famiglie come "Marini", "Case Binato" (detto di un ramo dei Favaro ancora esistente) e "Case dei Gatti", e i toponimi legati al territorio, come "Al Bosco del Marini", "Campo al Pozzo", "Alla Montagnola", "Contrada Chiesa".
Per quanto riguarda il paesaggio antico, dopo la caduta dell'impero romano, le strade della centuriazione decaddero e buona parte del territorio fu ricoperto da boschi. In particolare è noto da alcuni documenti medievali che tra Gardigiano, Campocroce e Mogliano, si estendesse una selva chiamata Maggiore, mentre più a sud in località Vallongo, antico nome della località Ghetto, si trovassero delle "valli" acquitrinose dovute probabilmente al mancato o cattivo incanalamento della Pianton, della Peseggiana e del fiume Dese. Sappiamo inoltre che fino al 1365 vi era un altro bosco detto "Forestum Consortaia" scomparso a causa di un eccessivo sfruttamento, dal cinquecento l'area occupata dalla selva venne chiamata dei "Ronchi" di Gardigiano.

### Storia della popolazione di Gardigiano dal XV al XX secolo[5]
Il Quattrocento fu un periodo caratterizzato da uno spopolamento delle campagne, oltre che da un grave arretramento produttivo e solo a partire dalla metà di questo secolo si delineò una crescita progressiva della popolazione italiana. La vita delle piccole comunità agricole, come quella gardigianese, era contrassegnata da duro lavoro e da privazioni, con il continuo terrore dell'arrivo di eventi eccezionali quali grandine, siccità, inondazioni, o, semplicemente, stagioni non favorevoli che in breve tempo potevano annullare i raccolti. La terra in massima parte era di proprietà di nobili o di istituzioni religiose e l'ambiente domestico, nella grande maggioranza, si presentava decisamente povero: abitazioni precarie col tetto di paglia, affiancate da “tèze”, cioè tettoie che servivano a riparare il fieno, anch'esse coperte di paglia, nonché stalle per bovini e suini e il fondamentale pozzo per l'acqua. L'alimentazione era modesta e si basava soltanto su alcuni cibi come ad esempio il latte, il formaggio, il pane di sorgo e miglio, il pollame, le uova, le fave e le verdure, anche perché erano sconosciuti altri importanti prodotti che successivamente giunsero dalle Americhe, quali la patata, il pomodoro e il mais. Infine, in questo secolo vengono trascritti in antichi registri della Serenissima alcuni cognomi che sono tuttora diffusi, come è il caso di Vanin.
La prima metà del Cinquecento fu caratterizzata da una fase di crescita della popolazione italiana, ma ben presto si verificarono delle rilevanti perdite demografiche in seguito alle pestilenze, in particolare quella del 1575-77 che coinvolse varie città della Repubblica di Venezia, sebbene non sia possibile sapere se Gardigiano fu colpito da questa epidemia. È comunque probabile che nel 1591 la comunità sia stata interessata da una carestia riconducibile ad alcune annate di scarsi raccolti dovuti alla particolare inclemenza delle stagioni. Non si possono neppure escludere dei periodi di difficoltà per gli abitanti della parrocchia già nei primi anni settanta del Cinquecento. Ad ogni modo, la popolazione gardigianese contava 250 individui nel 1584 e si mantenne sostanzialmente stabile, dal punto di vista numerico, per molto tempo.
Il Seicento venne profondamente segnato da una depressione economica che coinvolse gran parte d'Europa e che generò crisi di popolazione di notevole ampiezza in diversi anni. Una delle principali calamità fu la pestilenza del 1630-31, che falcidiò moltissime persone, tuttavia non vi sono notizie certe per quanto riguarda Gardigiano e praticamente nulla si può dire sulla consistenza numerica della popolazione nel corso di questo secolo. La vita della comunità procedeva come nel secolo precedente, cioè cercando di garantire al meglio le attività agricole durante i mesi estivi. Questo condizionava anche certi aspetti demografici, ad esempio quello delle nascite, che si concentravano soprattutto nei mesi freddi, perché le donne non dovevano essere impedite dalle gestazioni nei periodi in cui risultava massimo l'impegno lavorativo delle famiglie. Una fondamentale coltivazione importata dall'America fu quella del granturco o mais che si diffuse ovunque nelle campagne durante il Seicento, sia per la sua alta resa produttiva, sia per la facilità di renderlo cibo commestibile sotto forma di polenta. Tale alimento contribuì a salvare dalla morte per fame migliaia di persone, anche se la sua principale controindicazione fu la diffusione della pellagra che nello stadio finale porta alla demenza, con allucinazioni, delirio, stati maniaco-confusionali e, infine, sopraggiunge il decesso dell'individuo.
Il Settecento è ricordato come l'epoca delle grandi trasformazioni socioeconomiche e culturali che posero le basi del mondo contemporaneo. Nelle terre venete si verificò un generale incremento demografico e infatti anche a Gardigiano si osserva un aumento numerico della popolazione che, alla fine del secolo, sfiorava le 400 unità. La mortalità si manteneva comunque molto alta, specialmente quella infantile, tanto che durante il Settecento la metà circa dei decessi della popolazione gardigianese riguardava dei bambini di età inferiore ai cinque anni. Le cause sono diverse, ma riconducibili al basso tenore di vita delle persone dell'epoca, alle minori attenzioni nel proteggere i neonati dal freddo, senza contare periodi climaticamente sfavorevoli durante i quali molte malattie infettive della prima e primissima infanzia si mostrarono particolarmente virulente. Bisogna ad esempio ricordare che nel corso di questo secolo si registrarono a Gardigiano numerosi casi di morte per vaiolo, che spesso colpivano proprio i bambini.
Nel corso dell'Ottocento si innescò una espansione demografica per il generale declino della mortalità e il mantenimento di una elevata natalità, nonostante il verificarsi di epidemie come ad esempio quelle relative al colera. Un aumento dei decessi è registrato nel biennio 1816-17, in occasione della grande carestia che contrassegnò varie zone del Veneto e che generò fame oltre a gravi carenze alimentari. Non casualmente, successivamente a questo periodo di crisi, ci fu un apprezzamento della patata, proveniente dall'America, poiché i tuberi non risentivano dei danni dell'inclemenza stagionale e offrivano buone rese senza troppe spese di aratura. Si ricorda che durante l'Ottocento una alimentazione basata essenzialmente sulla polenta poteva essere arricchita soltanto con il pesce secco, con i legumi e le cipolle, insieme a un po' di pane durante i lavori pesanti e nelle festività, mentre il riso veniva consumato nei giorni di maggiore lavoro. Le famiglie dimoravano essenzialmente in due tipi di abitazione: la “caseta” e il “casone”. La prima era un rifugio alquanto misero e piccolo, probabilmente in legno, paglia e intonacato con fango, invece il secondo era una caratteristica abitazione rustica veneta dai muri d'argilla e coperta di strame e canne che formavano un tetto a forte pendenza. Va tuttavia tenuto presente che verso la metà dell'Ottocento esistevano anche delle case in muratura, ma si trattava certamente di eccezioni. La comunità gardigianese giunse a superare abbondantemente le 700 unità nella seconda parte del secolo.
Il Novecento è ricordato per la generale diminuzione della mortalità che comportò un incremento della popolazione, nonostante i due conflitti mondiali che segnarono profondamente tale secolo. La suddivisione delle nascite in determinati mesi dell'anno seguendo il ritmo dei lavori campestri non è più rilevabile. Il segno del cambio dei tempi, tuttavia, si osserva dalla trasformazione dei costumi nuziali. Nel primo cinquantennio si notano delle maggiori percentuali di matrimoni nel mese di febbraio e, soprattutto, in quello di novembre, vale a dire nei tradizionali periodi di inattività lavorativa (febbraio) e di inizio dell'anno colonico in occasione del giorno di San Martino (11 novembre), quando si affittava la terra insieme alle relative abitazioni. Nel secondo cinquantennio, invece, si assiste ad un radicale mutamento, nel senso che i maggiori numeri di unioni sono registrati in maggio/giugno e settembre/ottobre. In pratica, la comunità non è più legata alle tradizionali consuetudini del mondo rurale, che associavano le date delle nozze a precisi momenti dell'anno preferendo piuttosto i mesi della bella stagione. Per quel che riguarda la consistenza numerica della popolazione gardigianese, essa si attesta su 1100 individui in chiusura degli anni Venti, anche se nel corso del Novecento è destinata ad aumentare, pur con delle oscillazioni, tanto da superare le duemila unità alla fine del secolo.

## Luoghi di interesse culturale

### Ville venete

#### Villa Sbrojavacca

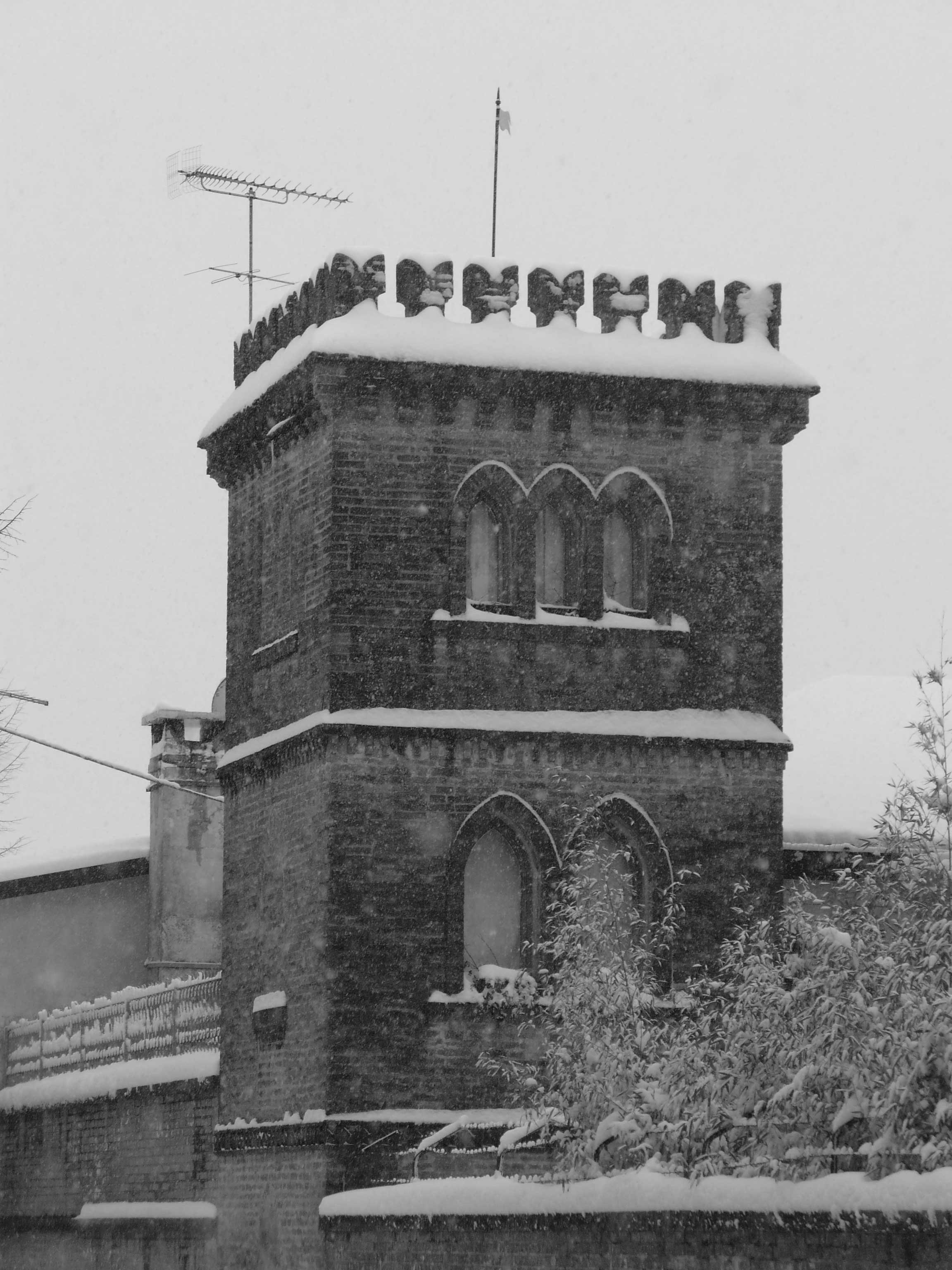
La torre di Villa Sbrojavacca.

Villa Sbrojavacca si trova dietro la parrocchiale. Attualmente rappresenta una costruzione del settecento a pianta veneziana con timpano centrale, ma si hanno notizie della villa sin dal 1640, essendo abitata dalla famiglia Bonaparte, antica famiglia di vassalli dell'Abbazia di Santa Maria Assunta di Mogliano Veneto in epoca medievale. La villa e gli annessi passarono alla famiglia Perotto nella metà dell'800 e quindi per matrimonio ai conti Sbrojavacca. Il corpo centrale della struttura originalmente non superava il primo piano, fu verso la fine dell'Ottocento che la villa fu sopraelevata con il secondo piano nobile. Annessa alla villa si trova un'elegante barchessa e una piccola torre a merlatura ghibellina con pennone che vuole in qualche modo ricordare il perduto castello di Torrate (frazione di Chions, in provincia di Pordenone) antica residenza della famiglia. Sulla facciata principale del palazzo sono affissi due stemmi nobiliari in marmo rosa d'asiago con su raffigurate due vacche. Recentemente è stata restaurata e ha assunto il nome di "Villa Maria" a ricordo dell'ultima discendente della famiglia Sbrojavacca. Attualmente è proprietà della famiglia Squizzato.

#### Villa Marin
Villa Marin, che sorge a metà dell'omonima via, apparteneva ad una famiglia poco conosciuta di patrizi veneziani. Si sa che i fratelli Leonardo e Carlo nel 1807 vennero nominati Consiglieri del Dipartimento dell'Adriatico. Di impianto cinquecentesco, la villa presenta i prospetti caratterizzati da quattro lesene che ne ripartiscono la superficie. La parte centrale evidenzia una sopraelevazione a timpano. La costruzione era inoltre caratterizzata da due ali rustiche annesse al complesso dominicale, di queste quella a ovest di fattura più recente (XVIII) ha conservato l'aspetto originale, mentre quella ad est più antica è stata stravolta con interventi negli anni settanta - ottanta del Novecento. Un tempo nei pressi della villa si trovava un bosco detto appunto "Bosco del Marin". La villa è stata ritiro estivo della letterata Isabella Teotochi Albrizzi moglie del patrizio veneziano Carlo Antonio Marin. È oggi di proprietà della famiglia Giusto.

#### Villa Frattin

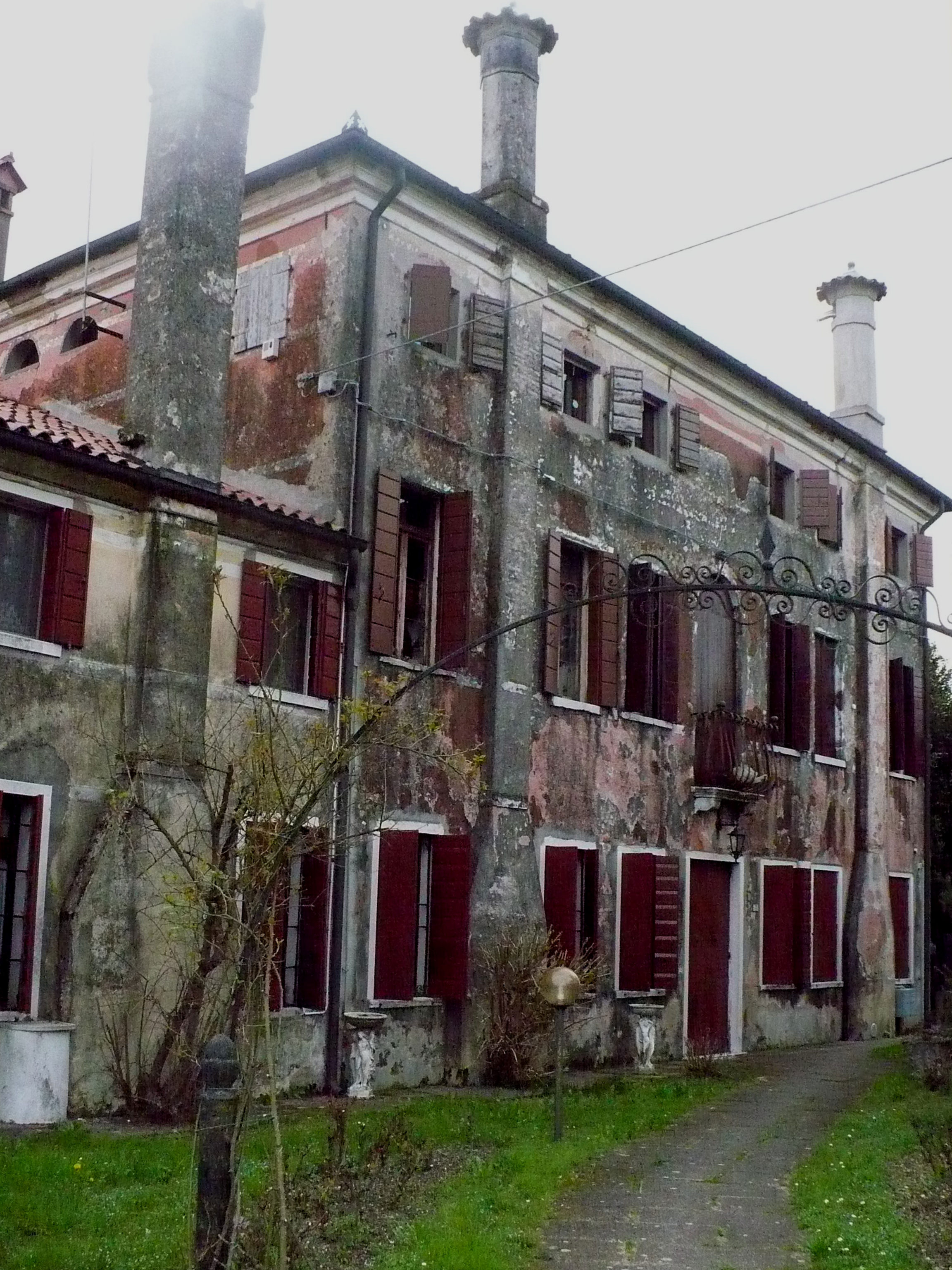
Facciata settentrionale del corpo centrale di Villa Frattin.

Villa Frattin, sorge presso l'omonima via un tempo chiamata Gardigiana, antica e unica strada che collegava Mogliano a Gardigiano, nonché limites della centuriazione romana. È una costruzione della metà del Seicento, iscritta nell'estimo della Serenissima come "casa dominicale con horto et brolo et boaria" di proprietà di Dominio Francesco Rossi. La struttura ha una pianta tipicamente veneziana con grandi sale e finestre centrali ad arco, il prospetto frontale è caratterizzato dall'aggetto di due camini conclusi da originali comignoli di tipico gusto veneziano. Adiacente alla villa c'è una chiesetta risalente anch'essa al 1700. Il complesso è completato inoltre da due barchesse, una collegata direttamente al corpo centrale della villa mentre l'altra è adibita ad uso rurale, al di sopra del portone d'accesso del brolo della villa si trovano due antiche statue raffiguranti l'abbondanza e la speranza. Proprietari furono i Frattin che vi abitarono fino al 1930. Un esponente di questa famiglia, il dr. Francesco Frattin, venne eletto sindaco di Scorzé nel 1885 e durante il suo mandato promosse molte opere pubbliche in tutto il comune, tra cui anche la costruzione del municipio che avvenne tra il 1888 e il 1889. La villa è oggi suddivisa in diverse proprietà.

#### Villa Tasca
I Tasca furono una ricca e intraprendente famiglia di mercanti della Bergamasca, un cui ramo si trapiantò a Venezia dove si occupò principalmente della lavorazione e del commercio di stoffe di cammello, lana, seta e lino. Erano proprietari di alcuni palazzi e botteghe che si trovavano prevalentemente concentrati nel sestiere di San Marco, ovvero a San Bartolomeo e a San Giuliano; tra questi, si ricordano il palazzo dell'illustrissimo signor Nicolò Tasca in riva del Ferro e Palazzo Tasca-Papafava al ponte della Guerra. Esponente di spicco fu Annibale Tasca di Nicolò il quale, avendo sborsato 100.000 ducati in occasione della guerra di Candia, permise l'aggregazione del ramo famigliare al patriziato (1646). Annibale fu inoltre presidente della adunanza letteraria detta dei Silenti o Taciturni fondata a Venezia nel 1654. Il fratello Paris Tasca fu un importante console della repubblica veneta in Genova, dove aveva rapporti con i Doria. La famiglia aveva inoltre proprietà e interessi nel Veneto Orientale dove, oltre a un palazzo a Portogruaro, possedevano sin dal 1648 alcuni opifici per la macinazione dell'orzo e la lavorazione del lino, e segherie per la lavorazione del legname diretto nella capitale attraverso il Lemene. Avevano inoltre relazioni commerciali con la famiglia Bucareli marchesi di Vallehermoso in Spagna.

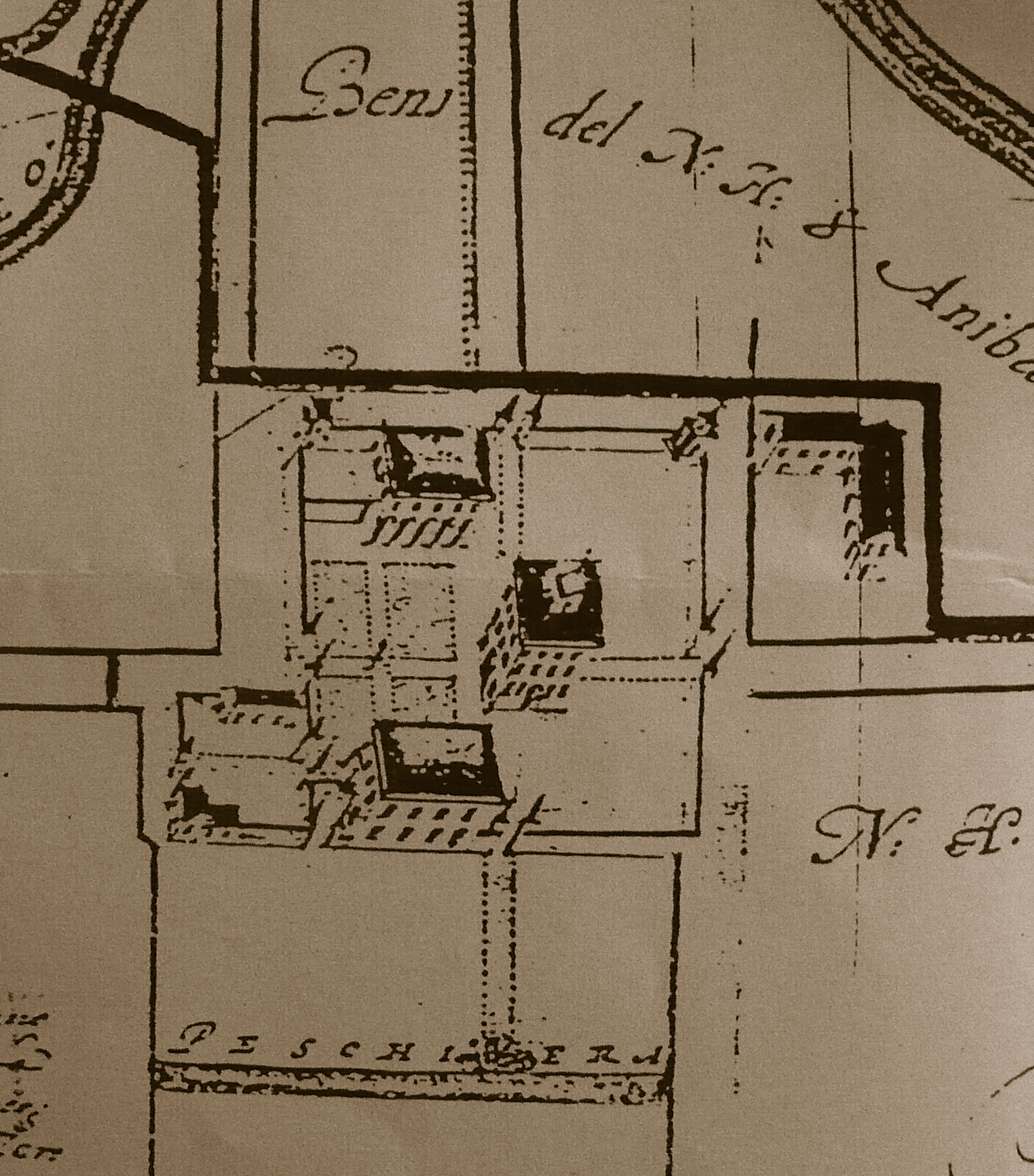
Planimetria della Villa Tasca in una mappa del 1690.
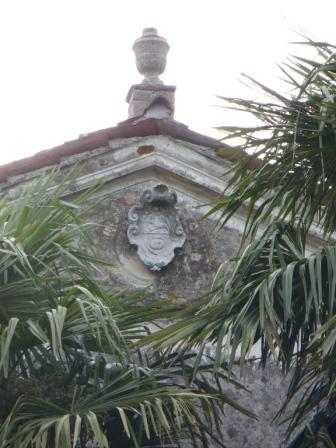
Lo Stemma nobiliare sul timpano della Villa Tasca.
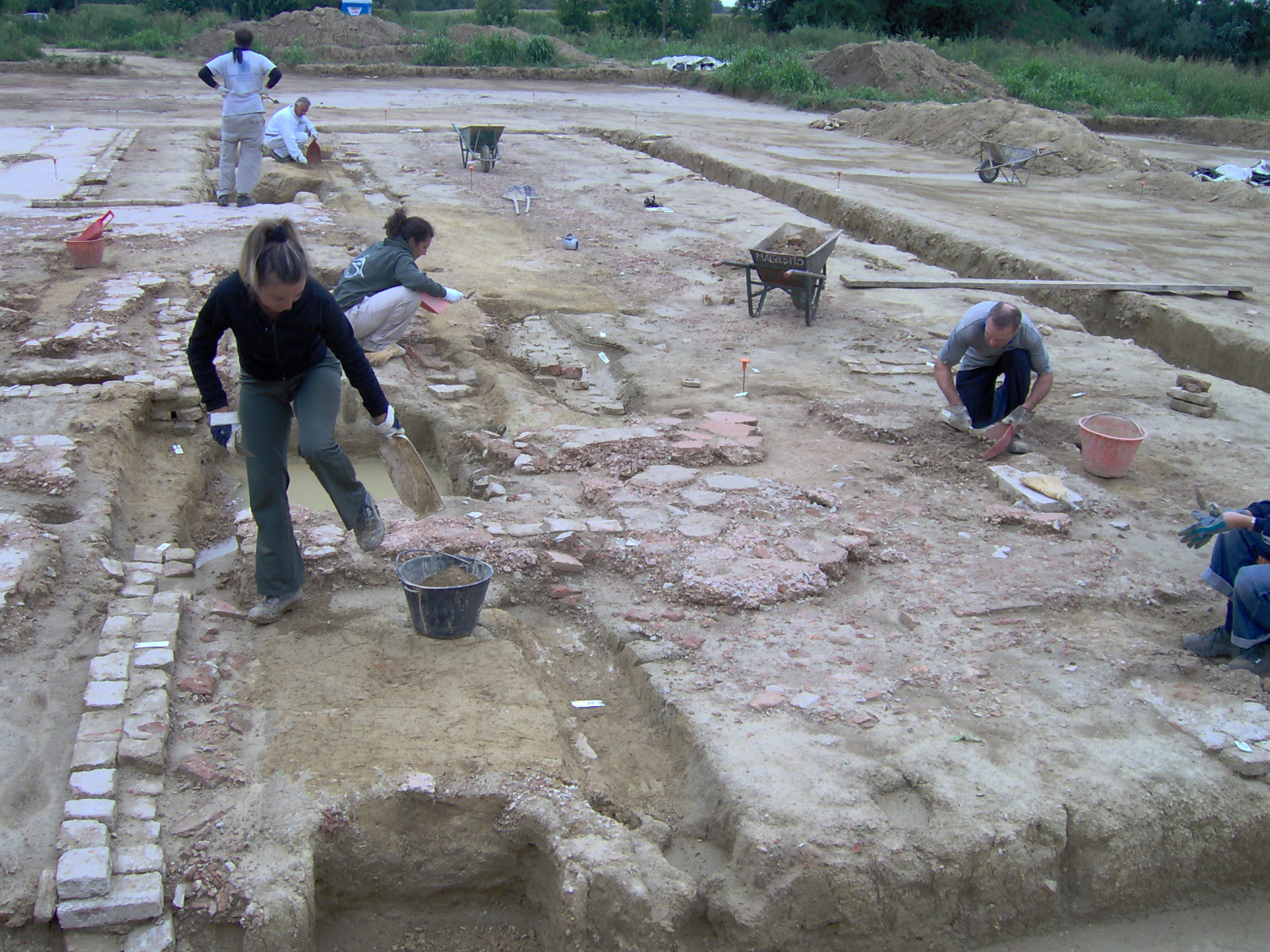
Scavo fatto in 2006 per la costruzione del Passante di Mestre
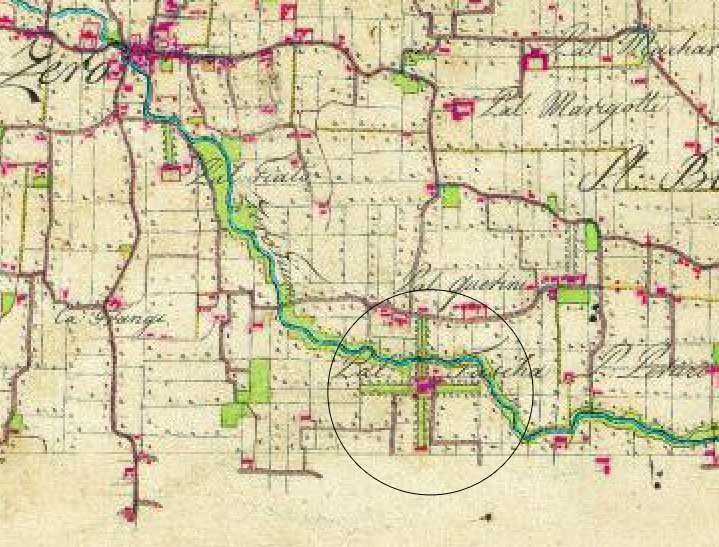
Vista dei viali d'accesso a Villa Tasca come appaiono rappresentati nella Kriegskarte realizzata tra il 1798 e il 1805

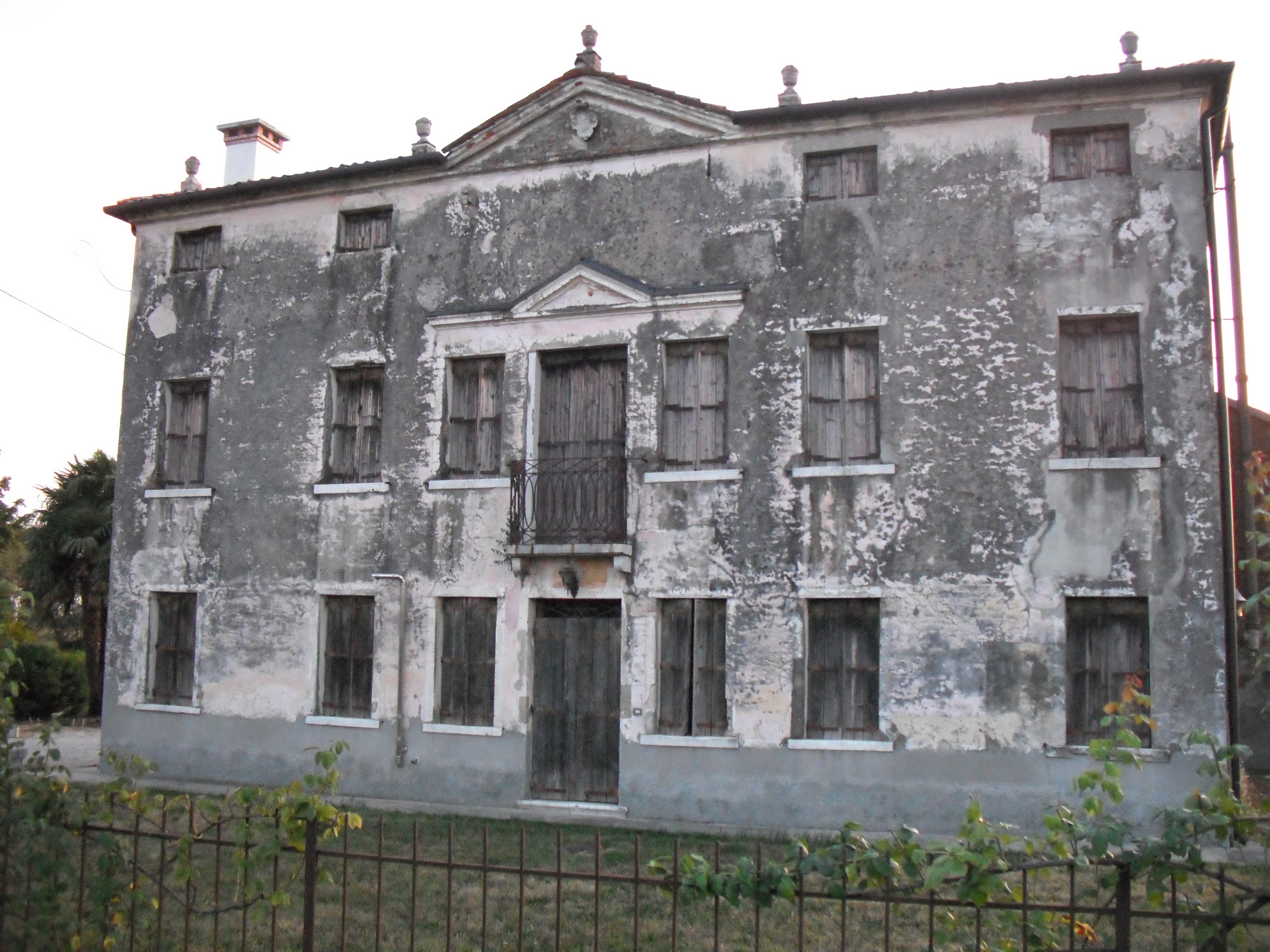
Villa Tasca.

Villa Tasca sorge alla fine dell'attuale via Verdi, presso l'incrocio con via Rossini entrambe un tempo dette via Tasca.
È un edificio della fine del Settecento che i conti Tasca, proprietari di possedimenti nei dintorni, fecero erigere sui ruderi di una barchessa. Un tempo, il complesso dei nobili Tasca doveva presentarsi molto più imponente. La villa padronale, di cui si conoscono l'aspetto e le planimetrie da alcune mappe del 1690 era di proprietà del N.H. Annibale Tasca, ed era affiancata da due imponenti barchesse, tra le varie adiacenze si annoverano un oratorio, dedicato all'Annunziata, con cimitero privato, una torre colombaia, un giardino all'italiana cinto da possenti mura e un'enorme peschiera oltre ad altre costruzioni rurali. La villa era inoltre preceduta da viali dei quali oggi rimangono solo alcuni tratti ed era ornata da affreschi, tra i quali si ricordano le mappe dipinte nel portico superiore. In territorio di Campocroce, appena oltre il fiume Zero qui oltrepassato dal "ponte Tasca" oggi pubblico ma un tempo privato, si erge isolata una costruzione un tempo adibita a stalle e magazzini, che fungeva da portale del complesso. Attraverso le varie visite pastorali all'oratorio della villa da parte dei vescovi di Treviso e loro delegati si può desumere che alla morte di Annibale la proprietà del complesso passo al figlio N.H. Giulio Tasca, il quale mori nel 1749 senza aver lasciato figli maschi. Le proprietà veneziane passarono quindi attraverso il matrimonio della sorella Angela Maria Tasca alla famiglia Papafava, mentre la villa passò al cugino conte Giuseppe Tasca che sarà consigliere presso la Consulta dei Dotti in Milano durante la dominazione napoleonica. L'abbattimento della villa e la costruzione del nuovo palazzo devono essere avvenute tra il 1781 e il 1810 come mostrano le diverse mappe catastali. Indicativa del cattivo stato delle strutture è la visita pastorale del 10 giugno 1791 che troverà caduto parte del tetto dell'oratorio. Per quanto riguarda l'oratorio questo scompare dalle visite pastorali nel 1868 essendo nominato per l'ultima volta nel 1835. Sempre in Campocroce, oggi inglobato tra le proprietà della vicina villa Paolon, sorge un altro oratorio dedicato al Redentore, secondo alcuni sempre dei Tasca.
La costruzione attuale conserva ancora sul timpano lo stemma nobiliare della famiglia, raffigurante uno scudo troncato con una tasca a cartoccio con cordoni, fiocchi d'oro, le lettere L. T. nella parte inferiore e un leone passante, coronato e scettrato in quella superiore. La villa oggi si trova al di là del passante autostradale di Mestre ed è possibile raggiungerla solo attraverso un sottopassaggio. Durante i lavori di sbancamento per il passante, sono state rinvenute parti delle fondazioni e pavimentazioni di una delle due antiche barchesse: sono stati infatti portati alla luce i pavimenti di alcune stanze in terrazzo veneziano rosa e parti di un selciato in sasso lavato bianco e azzurro, probabilmente corrispondente al porticato della barchessa sud.

### Monumento ai caduti
Il monumento ai caduti, in piazza Giovanni Paolo II, è opera dell'ingegnere trevigiano Querena e fu realizzato a cura dell'architetto Marson, sempre di Treviso. Presso l'archivio parrocchiale è conservato il progetto originale del monumento. È il più antico monumento ai caduti di Scorzè (1922).

### Le lapidi della via Crucis

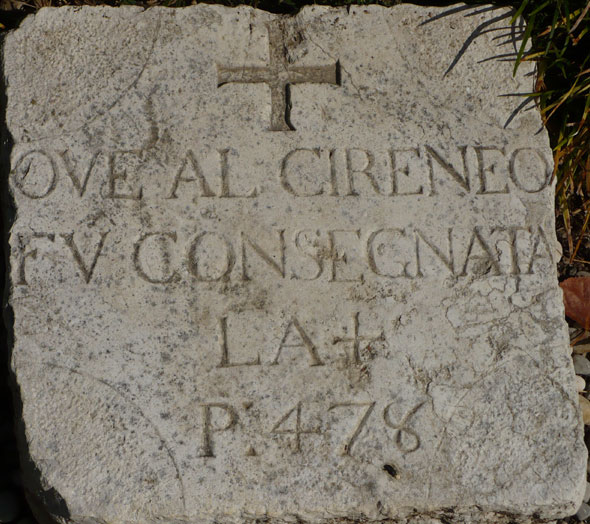
Il blocco in marmo recante le iscrizioni della via Crucis.

Nei pressi della Motta si trovano due blocchi in marmo di 30 cm per 30 facenti parte di una "Via Crucis", uno era nel vecchio capitello della villa Tasca, l'altro è posto sulla parete esterna di un'abitazione privata. Le due lastre lavorate riportano le seguenti iscrizioni:
- OVE AL CIRENEO FU CONSEGNATA LA + P:478 (V Stazione)
- OVE LO SPOGLIARONO E LI DIEDERO LA MIRA E FIELE P:30 (X Stazione)
Le iscrizioni ed in particolare le indicazioni numeriche incise sui due blocchi appartengono ad una via crucis della seconda metà del cinquecento, in particolare alla via crucis ispirata dal testo di Adrichomius intitolato Theatrum Terrae, Sanctae et Biblicarum Historiarum che descrive puntigliosamente il cammino di Gesù dal Getsemani al lithostrotos con un preciso computo di passi (piedi). Il computo dei piedi o passi presente nelle due lapidi appartiene alla seconda metà del seicento, quando A. Parvilliers in Les Stations de Jèrusalem ricalcolò il percorso che univa il palazzo pretorio di Pilato al monte Golgota e lo fissò in 1321 passi che corrispondono a 3300 piedi ovvero poco più di 1 km.
Tutte le lapidi delle stazioni dovevano riportare le seguenti indicazioni:
- OVE FU CONDANNATO A MORTE P:65 (I Stazione)
- OVE GLI FU POSTA LA + P:200 (II Stazione)
- OVE CADDE PER LA PRIMA VOLTA P:153 (III Stazione)
- OVE SANTA MARIA CON GIOVANNI andò INCONTRO AL FIGLIO P:179 (IV Stazione)
- OVE AL CIRENEO FU CONSEGNATA LA + P:478 (V Stazione)
- OVE EBBE L'INCONTRO CON VERONICA P:82 (VI Stazione)
- OVE ALLA PORTA DEL GIUDIZIO CADDE PER LA SECONDA VOLTA P:872 (VII Stazione)
- OVE PARLO' CON LE DONNE IN PIANTO P:404 (VIII Stazione)
- OVE CADDE UNA TERZA VOLTA P:45 (IX Stazione)
- OVE LO SPOGLIARONO E LI DIEDERO LA MIRA E FIELE P:30 (X Stazione)
- OVE FU INCHIODATO ALLA + P:35 (XI Stazione)
- OVE FU INFISSO SUL CALVARIO.
Nella via crucis del libretto vi sono inoltre indicazioni sulle direzioni da prendere

### Edifici d'interesse storico ed etnoantropologico
Oltre agli edifici di maggior interesse architettonico, vanno ricordati i numerosi edifici di interesse etnoantropologico distribuiti tra il centro della frazione e le campagne. Tra questi la Ca' Zanocco, il Palazzetto dei Cappellani, la Casa Zaffalon, le Case Gobbo, le Case dei Gatti, Casa Pistellato, Casa Rizzante, Casa Bulegato e Casa Minello.

### La motta

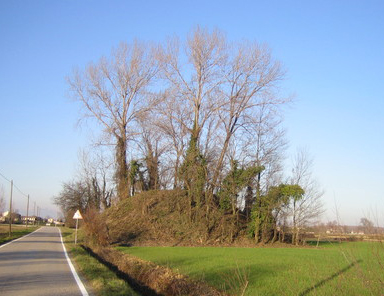
La motta prima della costruzione del passante.

Detta anche montagnola del Buffetto o dei Tasca, sorge al termine dell'antica via Tasca oggi chiamata via G. Rossini a pochi metri dell'argine sud del fiume Zero. Si tratta di una collinetta artificiale di forma ellittica, alta circa otto metri, con l'asse maggiore di circa quaranta e il minore di circa venticinque metri, le cui origini sono ancora ignote. Alcuni studi e scavi condotti nelle vicinanze della struttura hanno evidenziato la presenza di fondazioni e frammenti di materiale edile di probabile origine romana. Si è anche ipotizzato, per la presenza di materiale risalente all'età del bronzo, che il manufatto abbia origini più antiche. Osservazioni satellitari hanno inoltre messo in luce un particolare allineamento della motta con altre strutture simili (a Moniego, Massanzago, Stigliano e Martellago). La particolare disposizione a trapezio osservata è caratterizzata da distanze regolari di circa 5.3 e 7.8 km tra le varie strutture e potrebbe essere alla base di un preromano sistema di controllo del territorio mediante segnalazioni. Di fronte alla montagnola oltre la strada a ovest, un tempo, vi era una fossa lunga circa 150 m e alimentata dalle acque dello Zero che costituiva la Peschiera del complesso dominicale di Villa Tasca. Osservando la mappa con i possedimenti dei Nobili Tasca sorprende il fatto che sebbene le varie strutture sono rappresentate in dettaglio non venga fatto alcun cenno sulla presenza nel 1690 della motta.

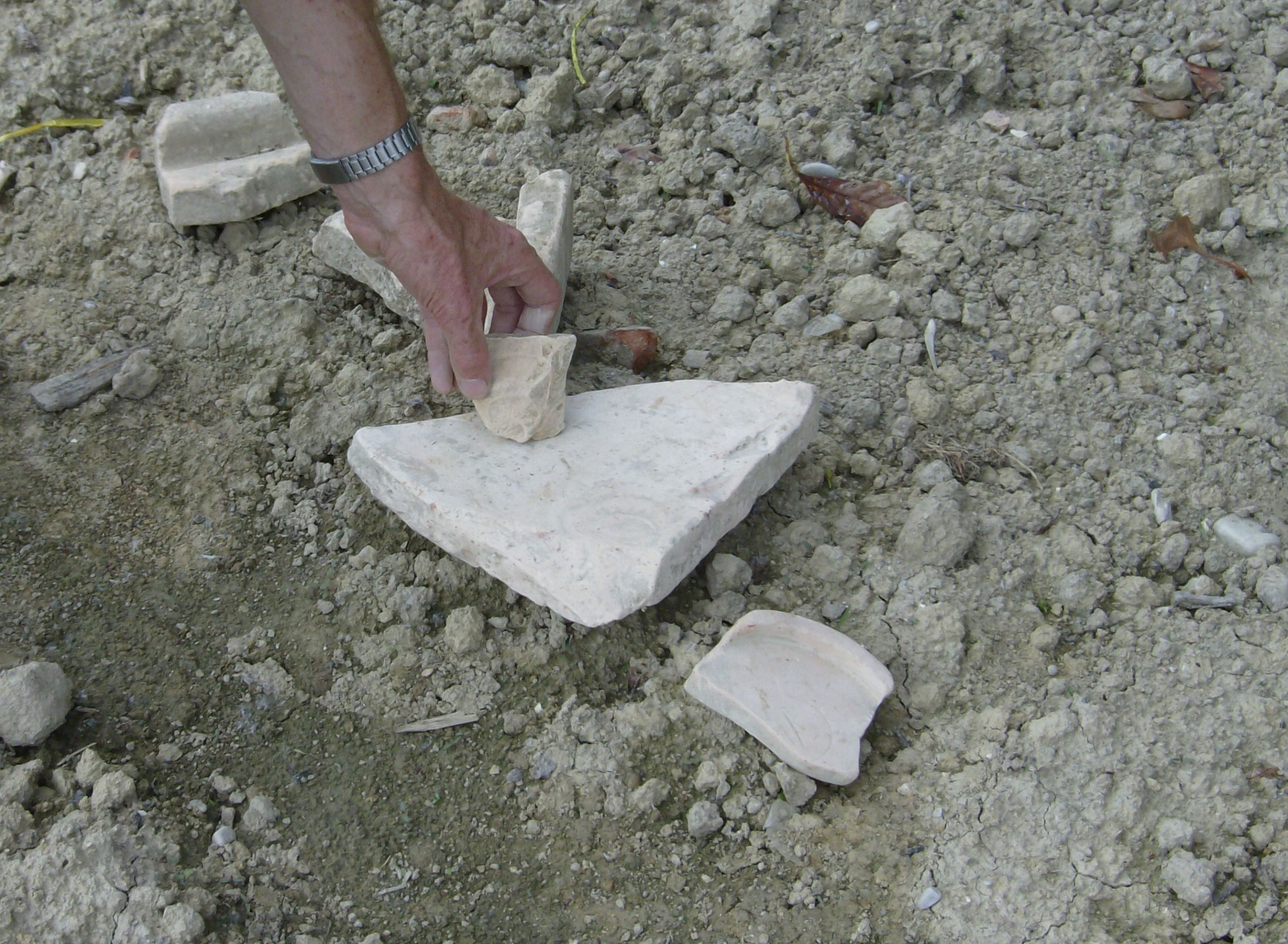
Pezzi di tegole e copi romani.

È interessante notare che a soli 5,5 km di distanza in linea d'aria e circa alla medesima longitudine Nord nel territorio di Mogliano Veneto si trova una località chiamata Alture, toponimo che forse ricorda la presenza di altre strutture simili.

## Attività economiche
Fino agli anni cinquanta importante zona di produzione della Pesca, oggi è zona di coltivazione dell'asparago Bianco di Badoere.
Poco prima dell'abitato, al confine con il comune di Mogliano, sorge una piccola zona industriale. Notevole pure l'agricoltura.

## Infrastrutture e trasporti
Gardigiano sorge sul lato sud di via Nuova Moglianese (SP 39), importante arteria che collega Mogliano Veneto (da cui dista circa 4 km) e Scorzè (circa 7,5 km). La principale strada del paese, su cui si affacciano la chiesa e i principali esercizi commerciali, è via Moglianese Gardigiano, fino a qualche anno fa chiamata via Vecchia Moglianese, che prosegue verso il vicino paese Peseggia in cui diventa via Moglianese Peseggia.
Gardigiano è servito dei mezzi dell'ACTV ed ha fermate lungo la linea Mogliano-Scorzè.
Sebbene parte del comune di Scorzè, la località gravita ancora attorno all'area moglianese sia per i rapporti storici, sia per la vicinanza a Mogliano stessa.

## Cultura

### Feste, sagre ed eventi
- Festa dell'Asparago e della Fragola: Gardigiano è sede della nota "Sagra della Fragola" nata nel 1975. La festa paesana viene organizzata in maggio ogni anno da un gruppo di volontari della frazione in collaborazione con la ProLoco Comunale di Scorzè. A partire dalla 25ª edizione la manifestazione ha preso il nome di Festa dell'Asparago e della Fragola.
- Festa di San Donato: il 7 agosto Gardigiano celebra la festa del patrono della Parrocchia, San Donato Martire. Un tempo la festività aveva una solennità particolare, e tra i vari riti importante era la benedizione degli animali. Nel giorno della festa prima della messa grande al suono della campana maggiore, da ogni stalla i contadini portavano in piazza buoi e cavalli ripuliti e con gli zoccoli tinti di nero e li allineavano. All'ora fissata, il sacerdote preceduto da un chierichetto con la croce parrocchiale passava di fronte agli animali aspergendoli con l'acqua benedetta. La cerimonia era accompagnata dal suono festante delle campane e non mancavano gli estranei incuriositi a vedere i più bei capi e a commentali con gli allevatori.[6]
- Sagra del Santo Nome di Maria: il 12 settembre Gardigiano celebra da secoli il Santo Nome di Maria, solennità che un tempo aveva una messa propria e una certa importanza per la chiesa universale. In occasione di questa importante festa Mariana si tiene l'antica Sagra del Santo Nome di Maria, organizzata dalla parrocchia. I giorni della sagra sono caratterizzati da appuntamenti religiosi, culturali e ludici che hanno come principale scopo quello di creare occasioni di incontro tra gli abitanti della frazione.